# Sarcophrynium brachystachyum
Sarcophrynium brachystachyum är en strimbladsväxtart som först beskrevs av George Bentham, och fick sitt nu gällande namn av Karl Moritz Schumann. Sarcophrynium brachystachyum ingår i släktet Sarcophrynium och familjen strimbladsväxter. Inga underarter finns listade.